# Аллан Кемпбелл
Аллан Кемпбелл (англ. Allan Campbell, нар. 4 липня 1998, Глазго) — шотландський футболіст, півзахисник клубу «Лутон Таун».

## Клубна кар'єра
Кемпбелл народився в Глазго і є вихованцем академії «Мотервелла», до якої приєднався у віці 10 років.
29 жовтня 2016 року Кемпбелл дебютував за першу команду «Мотервелла», вийшовши на заміну у грі з «Росс Каунті» (4:1). 15 квітня 2017 року він забив свій перший гол у матчі проти «Інвернесс Каледоніан Тістл» (4:2), водночас отримавши нагороду найкращого гравця матчу.
13 жовтня 2017 року Кемпбелл підписав новий контракт з рідним клубом до 2021 року. Згодом його контракт покращили, але не продовжили. Протягом сезону 2017/18 він брав участь у фіналі Кубка Шотландської ліги 2017 (вийшовши на заміну) та фіналі Кубка Шотландії 2018 (вийшовши в основі), але обидва рази його команда програла «Селтіку» з рахунком 0:2 і не здобула жоден трофей.
12 вересня 2020 року він забив єдиний гол у матчі шотландської Прем'єр-ліги проти «Сент-Джонстона». У травні 2021 року менеджер «Мотервелла» Грем Александер заявив, що Кемпбелл покине клуб наприкінці сезону, оскільки останні спроби домовитися про новий контракт провалилися.
15 червня 2021 року англійський «Лутон Таун» оголосив про підписання Кемпбелла.

## Виступи у збірній
У вересні 2017 року Кемпбелла вперше викликали до молодіжної збірної Шотландії року напередодні відбіркових матчів молодіжного чемпіонату Європи 2919 року проти Англії та Латвії. Він дебютував за «молодіжку» 6 жовтня 2017 року в грі проти Англії. Кемпбелл забив один гол за цю команду в грі з Литвою (1:0) у вересні 2020 року, провівши загалом 24 гри.
28 травня 2022 року Кемпбелл отримав свій перший виклик до національної збірної Шотландії, замінивши травмованого Раяна Джека.